# Celeus castaneus
Celeus castaneus е вид птица от семейство Picidae.

## Разпространение
Видът е разпространен в Белиз, Гватемала, Коста Рика, Мексико, Никарагуа, Панама и Хондурас.